# 郑颐
郑颐（？—560年4月4日），字子默，彭城人。高祖郑据，北魏彭城太守，从荥阳迁来。

## 生平
郑颐聪敏，通文学。初为东魏权臣太原公高洋的东阁祭酒，后来高洋篡东魏建立北齐。天保年间，郑颐稍迁中书侍郎，以文学得宠。郑颐与黄门侍郎宋钦道特别友爱。宋钦道本是文法吏，不甚懂古今，凡有疑事，都询问郑颐，师事之。尚书令开封王杨愔起初轻视宋、郑，不礼待他们。宋钦道和皇太子高殷之前友好，也就与郑颐互相引荐。二人都得宠于高殷，诸王贵臣也无不敬畏他们。
郑颐后为黄门侍郎，奏同僚卢潜随清河王高岳南征时奉命说降梁将侯瑱，广受贿赂，且不奏闻。高洋杖卢潜一百，截其须，贬为魏尹丞。天保九年（558年）十一月，高洋怒临漳令稽晔、舍人李文师，把他们赐给臣下为奴。郑颐私下对祠部尚书王昕说：“自古无朝士为奴。”王昕说：“箕子曾为奴。”郑颐对高洋说：“王元景把陛下比作纣。”虽然当时杨愔劝解，高洋却记恨。次年，高洋与朝臣酣饮，王昕称疾不至，高洋遣骑抓他，见他正摇膝吟咏，遂斩于殿前，投尸漳水。
高洋临终，尚书令开封王杨愔、领军大将军平秦王高归彦、侍中燕子献、郑颐皆受遗诏辅政。乾明初，郑颐拜散骑常侍兼中书侍郎。宋、郑二人权势与杨愔相当。二月，杨愔等议出皇叔常山王高演、长广王高湛为刺史，后杨愔、尚书右仆射燕子献、领军大将军可朱浑天和、侍中宋钦道、郑颐等因高演威望重，惧其权势，又议不可令二王都外放，请以高演为太师、司州牧、录尚书事镇晋阳，高湛为大司马、录并省尚书事，解京畿大都督。二王拜职后于尚书省大会百官。杨愔等将前往，郑颐止之，说：“事未可量，不宜轻脱。”杨愔说：“吾等至诚体国，岂常山王拜职有不赴之理！”结果被高湛擒住。高演戎装与平原王段韶、高归彦、领军刘洪徽入云龙门，于中书省前遇郑颐，派太子太保薛孤延、康买等在尚药局抓住他。郑颐说：“不用智者言，到了这一步，岂非命数吗！”高演遂矫诏在御府内杀杨愔、燕子献、可朱浑天和、宋钦道、郑颐。因郑颐曾谗言诬陷高湛，高湛先拔其舌，截其手而杀之。郑颐显贵时除授舅祖父的儿子司徒左长史毕义云为度支尚书，摄左丞。郑颐被诛后，毕义云也被免职。
郑颐有名于世时，李僧伽说：“行不适道，文胜其质，郭林宗所谓‘墙高基下，虽得必丧（高耸的大墙，其基础却十分低矮，这样的墙虽然建成了，但一定会倒塌）’，就是这种人。”果然如其所言。
后来郑颐与杨愔同诏追赠为殿中尚书、广州刺史。其弟郑抗，字子信，颇有文学，武平末年，兼左右郎中，待诏文林馆。